# NGC 3973
NGC 3973 is een spiraalvormig sterrenstelsel in het sterrenbeeld Leeuw. Het hemelobject werd op 15 maart 1855 ontdekt door de Ierse astronoom William Parsons.

## Synoniemen
- MCG 2-31-1
- ZWG 68.93
- ZWG 69.5
- PGC 37439